# Kasteel van La Gallée
Het Kasteel van La Gallée (Frans: Château de La Gallée) is een kasteel in de Franse gemeente Millery. Het kasteel is een beschermd historisch monument sinds 1926.